# سفارت روسیه در دمشق
سفارت روسیه در دمشق (به عربی: سفارة روسیا الاتحادیة فی دمشق) یک سفارت در سوریه است که در دمشق واقع شده‌است.